# Al Tucker
Albert Ames Tucker, detto Al (Dayton, 24 febbraio 1943 – Dayton, 7 maggio 2001), è stato un cestista statunitense, professionista nella NBA e nella ABA.

## Carriera
Venne selezionato dai Seattle SuperSonics al primo giro del Draft NBA 1967 (6ª scelta assoluta).
Con gli Stati Uniti disputò i Campionati mondiali del 1967.

## Statistiche

### NBA-ABA

#### Regular season
| Anno      | Squadra                 | PG  | PT | MP   | TC%  | 3P%  | TL%  | RP  | AP  | PRP | SP | PP   |
| --------- | ----------------------- | --- | -- | ---- | ---- | ---- | ---- | --- | --- | --- | -- | ---- |
| 1967-1968 | Seattle S.Sonics        | 81  | -  | 29,2 | 44,2 | -    | 70,7 | 7,5 | 1,4 | -   | -  | 13,1 |
| 1968-1969 | Seattle S.Sonics        | 56  | -  | 22,5 | 43,2 | -    | 63,7 | 5,7 | 1,0 | -   | -  | 10,3 |
| 1968-1969 | Cincinnati Royals       | 28  | -  | 22,4 | 47,5 | -    | 67,1 | 4,4 | 0,7 | -   | -  | 10,8 |
| 1969-1970 | Chicago Bulls           | 33  | -  | 16,9 | 51,3 | -    | 82,2 | 3,4 | 0,9 | -   | -  | 7,0  |
| 1969-1970 | Baltimore Bullets       | 28  | -  | 9,4  | 51,0 | -    | 78,6 | 1,9 | 0,3 | -   | -  | 4,7  |
| 1970-1971 | Baltimore Bullets (NBA) | 31  | -  | 8,9  | 45,2 | -    | 80,6 | 2,4 | 0,2 | -   | -  | 4,2  |
| 1970-1971 | The Floridians (ABA)    | 14  | -  | 23,6 | 44,3 | 42,9 | 81,0 | 4,6 | 0,9 | -   | -  | 12,1 |
| 1971-1972 | The Floridians          | 81  | -  | 22,2 | 46,5 | 36,6 | 78,9 | 4,8 | 1,2 | -   | -  | 11,6 |
| Carriera  | Carriera                | 352 | -  | 21,2 | 45,6 | 37,1 | 72,7 | 4,9 | 1,0 | -   | -  | 10,1 |

#### Play-off
| Anno     | Squadra                 | PG | PT | MP   | TC%  | 3P%  | TL%  | RP  | AP  | PRP | SP | PP   |
| -------- | ----------------------- | -- | -- | ---- | ---- | ---- | ---- | --- | --- | --- | -- | ---- |
| 1970     | Baltimore Bullets (NBA) | 4  | -  | 1,3  | 100  | -    | -    | 0,0 | 0,0 | -   | -  | 1,0  |
| 1971     | The Floridians (ABA)    | 6  | -  | 27,5 | 43,1 | 16,7 | 82,6 | 5,3 | 2,0 | -   | -  | 12,7 |
| 1972     | The Floridians          | 3  | -  | 17,0 | 25,0 | 0,0  | 0,0  | 4,7 | 1,3 | -   | -  | 3,3  |
| Carriera | Carriera                | 13 | -  | 17,0 | 40,2 | 14,3 | 79,2 | 3,5 | 1,2 | -   | -  | 6,9  |

## Palmarès
- NBA All-Rookie First Team (1968)